# Adam Jakubowski
Adam Jakubowski (ur. 1 marca 1954 w Olsztynie) – polski matematyk, specjalizujący się w teorii prawdopodobieństwa, procesach stochastycznych i przetwarzaniu sygnałów i obrazów. 

## Życiorys
W 1973 ukończył I Liceum Ogólnokształcące im. Adama Mickiewicza w Olsztynie. Studia matematyczne ukończył na Uniwersytecie Mikołaja Kopernika w 1978 roku. Stopień doktora nauk matematycznych zdobył w 1983 roku na Wydziale Matematyki, Fizyki i Chemii UMK. Tematem jego rozprawy doktorskiej było Twierdzenie graniczne dla sum zależnych zmiennych losowych o wartościach w przestrzeniach Hilberta, a promotorem Edward Sąsiada. Stopień doktora habilitowanego uzyskał w 1992 roku na Wydziale Matematyki, Informatyki i Mechaniki  Uniwersytetu Warszawskiego na podstawie rozprawy Asymptotyczne niezależne reprezentacje dla sum i statystyk porządkowych stacjonarnych ciągów zmiennych losowych. Tytuł profesora nauk matematycznych uzyskał w 1998 roku. 
Pracuje na Wydziale Matematyki i Informatyki Uniwersytetu Mikołaja Kopernika w Toruniu. Od 1993 do 1999 roku był jego prodziekanem, a od roku 1999 do 2005 dziekanem. W latach 1984–1986 oraz 1993-2002 kierował Zakładem Teorii Prawdopodobieństwa i Statystyki Matematycznej Od 2003 roku pełni funkcję kierownika Katedry Teorii Prawdopodobieństwa i Analizy Stochastycznej. 
W 2009 roku otrzymał prestiżowy tytuł Fellow of the Institute of Mathematical Statistics

## Wybrane publikacje
- Asymptotic independent representations for sums and order statistics of stationary sequences (1991, ISBN 83-231-0285-6)